# 長叉三宅蝦蛄
長叉三宅蝦蛄（学名：Miyakea nepa）为蝦蛄科三宅蝦蛄屬下的一个种。